# 염전성 심실빈맥
염전성 심실빈맥(Torsade de pointes, 프랑스어: [tɔʁsad də pwɛ̃t], TdP)은 부정맥의 일종으로, 심실 빈맥으로 인한 돌연사를 일으킬 수 있다. 다형 심실빈맥의 일종으로 분류되며 심전도 상에서 특유의 모양을 보이게 된다.

## 같이 보기
- 심실빈맥
- 부정맥